# Hangover (Emma)
Hangover è un singolo della cantautrice italiana Emma, pubblicato il 20 settembre 2024 come unico estratto dall'edizione estesa del settimo album in studio Souvenir.

## Descrizione
Il brano vede la partecipazione vocale del rapper Baby Gang (seconda collaborazione fra i due artisti dopo In Italia 2024 dove avevano collaborato con Fabri Fibra), il quale figura come autore insieme alla stessa cantante, a Olly e Julien Boverod, in arte Jvli, che ha prodotto il singolo.

## Promozione
Il 17 settembre 2024 brano è stato eseguito in anteprima dal vivo dagli artisti nel corso del Suzuki Music Party, andato in onda sul Nove il 22 settembre successivo.

## Video musicale
Il video, diretto da Piersilvio Bisogno, è stato pubblicato in concomitanza del lancio del singolo sul canale YouTube della cantante.

## Tracce
Testi e musiche di Emma, Julien Boverod, Federico Olivieri e Zaccaria Mouhib.
1. Hangover (feat. Baby Gang) – 2:51

## Classifiche
| Classifica (2024) | Posizione massima |
| ----------------- | ----------------- |
| Italia            | 68                |